# Championnat du monde des clubs masculin de volley-ball 1992
Navigation
1991 2009
Le Championnat du monde des clubs de volley-ball masculin 1992 est la quatrième édition du Championnat du monde des clubs de volley-ball masculin organisé par la Fédération internationale de volley-ball. Elle se déroule du 28 au 29 novembre 1992 en Italie pour la troisième fois de son histoire. Tous les matches se jouent à la salle « PalaVerde  » à Trévise.
Le Mediolanum Milano est sacré champion du monde pour la deuxième fois de son histoire.

## Participants
| Club                  | Pays         | Confédération | Titre                      |
| --------------------- | ------------ | ------------- | -------------------------- |
| Il Messaggero Ravenna | Italie       | CEV           | Champion d'Europe          |
| Banespa Sao Paulo     | Brésil       | CSV           | Champion d'Amérique du sud |
| Sang Mu               | Corée du Sud | AVC           | Champion d'Asie            |
| Club africain         | Tunisie      | CAVB          | Champion d'Afrique         |
| Sisley Trévise        | Italie       | CEV           | Hôte                       |
| Mediolanum Milano     | Italie       | CEV           | Wild card                  |
| Olympiakos Le Pirée   | Grèce        | CEV           | Wild card                  |
| Plantaneros Corozal   | Porto Rico   | NORCECA       | Wild card                  |

## Classement final
| Rang | Équipe                | Nation       | Confédération |
| ---- | --------------------- | ------------ | ------------- |
| 1    | Mediolanum Milano     | Italie       | CEV           |
| 2    | Sisley Trévise        | Italie       | CEV           |
| 3    | Olympiakos Le Pirée   | Grèce        | CEV           |
| 4    | Il Messaggero Ravenna | Italie       | CEV           |
| 5    | Sang Mu               | Corée du Sud | AVC           |
| 5    | Banespa Sao Paulo     | Brésil       | CSV           |
| 7    | Club africain         | Tunisie      | CAV           |
| 7    | Plantaneros Corozal   | Porto Rico   | NORCECA       |